# てぃーんず ぶるーす
「てぃーんず ぶるーす」（TEENS' BLUES）は、1977年10月25日にリリースされた、原田真二のデビュー・シングル。

## 概要
フォーライフ・オーディションに合格、新興レーベル「フォーライフ・レコード」からリリースされたシングル。デビュー時の、トリプルシングル企画の第1弾シングル。B面も含め、作曲は原田。作詞が松本隆。アレンジャーは鈴木茂 & 弦アレンジが瀬尾一三。

### 原曲の歌詞
高校3年の時、大学入学後に決まっていたデビューに備え、広島市内の平和大通り沿いのベンチで作りためた作品の一つ。この曲は元々、「君の世代へ」というタイトルの原田自身の書いた原詞が存在した。当時社会問題化していた暴走族問題なども取り上げ「新聞では毎日○○なニュースがにぎわしているけど、俺たちはこのままでいいのか?｣というような、自分たちの世代に向かっての強い想いと共に、世界平和の願いも込めて歌った社会派のストレートなメッセージソングであった。原田は自身が作詞作曲を手掛けたこの曲をデビュー曲にしたいという希望があって周りに聞かせていた。

### デビュー曲の選択とトリプルデビュー
デビュー曲は、プロデューサー吉田拓郎も原田のデビュー用に曲を用意していたため、最初が肝心なのでなんとか自作曲で勝負したいと強く希望した原田との間で意見が合わず選択に難航。
当時のレコーディング地である箱根のホテルで明け方まで会議したが結論が出ず、早朝、吉田と二人でプールサイドを散歩していると、いきなり冗談で吉田にプールに突き落とされるハプニング。その一部始終を松本隆が8ミリビデオで撮影していたという、半ば計画的な悪戯とも思えるが、そのあと原田の希望が通り自作曲でのデビューが決まった。「あれはきっと "てぃーんずぶるーす" で行くぞっていうことだったと思うんですよね」と、当時のエピソードとして原田が語っている 。
一方で、一度にいい曲がたくさんできたという評価も得て、「真二の魅力は1曲では伝えきれない」「従来のデビューの形ではなく、何曲か連続で出していった方がいいんじゃないか」という、当時の所属事務所「アミューズ」の社長、大里洋吉のアイデアにより、1ヶ月ごとに続けて3枚のシングルを発売するという、当時の業界では異例のトリプルデビューが決まった。

### 作詞とアレンジの変更
しかし、原田の書いた原詩ではストレートで重すぎるということになり、代わりに、流行歌として商業ベースに乗せられることが可能な作詞家として松本隆が起用されることとなる。元ロックバンド「はっぴいえんど」出身でドラマー兼作詞担当だった松本は、ジョン・レノンに影響を受けており、ポール・マッカートニーが好きな原田と共作させて「日本のレノン＝マッカートニーになるといいな」というスタッフサイドの思案もあった。
原田は「松本隆さんは、そんな反体制的なイメージを "ジェームス・ディーン" というキーワードを出すことにより代弁させてくれた」と近年の複数のインタビューで語っているが、当時はできあがってきた歌詞が軟弱に感じショックを受けたという。「ズックって何だ?こういうことを言いたいんじゃない…。」松本とのこの時期のコラボを、歌詞にいろいろな表現法があることを知る上で大変勉強になり感謝していると語っている原田だが、この時はまだ、松本の洗練された世界を受け止めるには若くて直情的過ぎた。
松本は、「当時の男性アイドル歌手にありがちな、君が好きだ、俺について来い的なものではなく、男だって悩み苦悩するというのを歌詞にしたかった。まだ若いんだから自分がのたうちまわるような歌詞にしたほうがいい。彼を見た時、それを表現できるのではないかと思った」と述べている。
デビューに向けての3曲のシングルは1977年6月-7月頃、レコーディングが行われた。最初は要領もわからないので、サウンド。メイクはほぼ依存する形で進行。
原田が作ったデモテープの時点では、イントロにスティービー・ワンダーのようなブルースハープが入り、アコースティックギターのカッティングを基調とした作りで、「洋楽のロックアーティストがあえてアコギを弾いて歌ってるような渋いイメージ」を想定していたが、出来上がってきたアレンジは、キーボードを主体とした、当時のニューミュージックの先端をいくような軽いタッチのものに変更されていた。またテレビでも、あえてピアノを弾いて歌う演出法がとられたり、曲自体をもっとハードに仕上げたかった原田と製作側の意向とではギャップがあったようである。
このように、大人がよってたかって自分の世界を削るという割り切れない思いがあり、その葛藤の発露として、1978年7月24日、デビュー1年目（9ヶ月）、10代ソロ歌手では史上初といわれる日本武道館公演において、レコードバージョンとは大きくイメージを変えた、ハードロック調の原曲の思いに近いアレンジに変更して演奏した。

### ロケーション
この曲のレコーディングが行われた南箱根の旧ロックウェルスタジオは、90年代後半に原田が買い取り、現在は原田の所有スタジオ「Studio Modern Vision」となっている。
宿泊した南箱根「ホテルダイヤランド」は廃墟ホテルとなった。

## 収録曲
両曲　作詞： 松本隆／作曲： 原田真二／編曲： 鈴木茂・瀬尾一三
1. てぃーんず ぶるーす（3分45秒）
2. ANGEL FISH（4分15秒）

## 参加ミュージシャン

### ていーんず ぶるーす
- ピアノ・メロトロン・シンセサイザー・バッキングボーカル：原田真二
- ドラム：林立夫
- エレクトリックベース：後藤次利
- エレクトリック・ギター：鈴木茂
- アコースティック・ギター・12弦ストリングスギター：笛吹利明
- エレクトリックピアノ：佐藤準
- パーカッション：斉藤ノブ
- ストリングス：トマト

### ANGEL FISH
- エレクトリックピアノ・シンセサイザー・バッキングボーカル：原田真二
- ドラムス：林立夫
- ベース：後藤次利
- エレクトリック・ギター：鈴木茂
- アコースティック・ギター：笛吹利明
- クラビネット：佐藤準
- バッキングボーカル：カズ南沢
- 管楽器：ファーストミュージックグループ
- ストリングス：トマト

## 関連収録作品

### 自作品
- 1995年：Best Songs（アコーステック・バージョン）
- 1996年：Shinji Harada at Budokan '78〜Time Travel〜（ライブアルバム）
- 2002年：GOLDEN☆BEST 原田真二 OUR SONG〜彼の歌は君の歌〜
- 2005年：GOLDEN☆BEST 原田真二 1992-1996 SHINE THE LIGHT COLLECTION（アコーステック・バージョン）
- 2005年：OUR SONG and all of you (ライヴ・アット・武道館)
- 2007年：Feel Free（リメイク）
- 2007年：Feel Happy 2007〜Debut 30th Anniversary〜
- 2011年：OUR SONG with Tokyo New City Orchestra（オーケストラ・バージョン）

### 他アーティストによるカバー
- 2003年：五十嵐はるみ（アルバム「Marbles Chat」）
- 2002年：橘いずみ（アルバム「深色」）
- 2009年：鈴木トオル（アルバム「Assort」）
- 2014年：菊地成孔とペペ・トルメント・アスカラール（アルバム「戦前と戦後」)
- 2017年：ROLLY (アルバム「ROLLY COMES ALIVE!」)
- 2021年：渡辺美里（アルバム「うたの木　彼のすきな歌」）

※1996年 かせきさいだぁのソロ・ファーストシングル「さいだぁぶるーす」は "てぃーんず ぶるーす" のオマージュ的楽曲。